# Guy Vidal
Guy Vidal, född 8 juni 1939 i Marseille, död 4 oktober 2002 i Le Tremblay i Maine-et-Loire, var en fransk journalist, manusförfattare, barnboksförfattare,samt redaktör och författare av tecknade serier. 

## Biografi
Efter att ha utbildat sig till journalist kom Vidal att närma sig seriemediet efter ett möte med René Goscinny 1963. Under 1960-talet inledde han en karriär på det anrika franska serieförlaget Dargaud, och under sjuttiotalet lyfte han, som redaktör, förlagets anrika serietidning Pilote till en ny glanstid.
I början av 1990-talet lämnade Vidal temporärt Dargaud för att jobba på Les Humanoïdes Associés, men redan 1993 återvände han till sitt forna förlag. Tillbaka på Dargaud blev han drivande i förlagets nysatsning Poisson Pilote, som sedermera kommit att innebära det kommersiella genomslaget för en ny generation franska serieskapare: Lewis Trondheim, David B., Joann Sfar, Christophe Blain, med flera. 
Under sin tid som redaktör på Pilote skapade Vidal, tillsammans med tecknaren Gilles Chaillet, en serie bilderböcker med Asterix hund Idefix i huvudrollen – flertalet av dessa publicerades på svenska av Hemmets Journals förlag i mitten av 1970-talet.
Vid 1990-talets mitt utkom Vidal också med biografier över två av den fransk-belgiska serievärldens mest hyllade serieskapare: René Goscinny (Profession: Humoriste, 1997) och Jean-Michel Charlier (Un réacteur sous la plume, 1995).
Vidal har även varit verksam som serieförfattare, huvudsakligen av fristående album riktade mot en vuxen publik. Därutöver skrev han bland annat två album av Charliers western-serie Los Gringos, tecknad av Víctor de la Fuente.
1985 skrev Vidal ett fullängdsalbum om Lucky Luke: "Lucky Lukes fästmö" (La fiancée de Lucky Luke, 1985), och under de följande åren författade han tillsammans med Claude Klotz och Jean-Louis Robert, under pseudonymen Claude Guylouïs, ytterligare sex korta historier, som samlats i albumen "Spökranchen och andra äventyr" (Le ranch maudit, 1986) och "Hästtjuvarna och andra äventyr" (L'alibi, 1987).
Strax före sin död återvände Vidal till Lucky Luke, då han, återigen tillsammans med Klotz och Robert, skrev manus till det första Luke-avsnittet efter seriens skapare och tecknare Morris död: "Den franske kocken" (Le cuisinier français, 2003).